# Црква Светог великомученика Пантелејмона у Бијељини
Црква Светог великомученика Пантелејмона се налази у насељу Крушик на територији града Бијељина и припада Епархији зворничко–тузланској Српске православне цркве.

## Историјат
Градња цркве у византијском стилу са пет купола, димензија 27х17 метара, почела је у јуну 2005. године, а по пројекту пројектног бироа „Астра-план, Брчко“. Градња је још у току.